# Девятая битва при Изонцо
Девятая битва при Изонцо (ит. Nona battaglia dell'Isonzo) — наступление итальянской армии на позиции австро-венгерских войск в районе реки Изонцо во время Первой мировой войны, проводившееся 31 октября — 4 ноября 1916 года.
Вдоль реки Соча (Изонцо) австро-венгерская армия господствовала в горной местности, которая создавала грозное естественное препятствие на пути итальянских попыток наступления. 
1 ноября, после 24 часов артиллерийского обстрела, в условиях тумана и резкого похолодания итальянская пехота пошла в атаку, чтобы потеснить и разбить противника на Карсо и вырвать у него линию Колле Гранде — Песинка — Боско Мало, а также, возможно, прилегающую линию Доссо Фаити — Кастаньевицца — Селла делле Тринче. Им удалось занять соответственно высоту 171, северо-западнее вершины горы Сан-Марко, и высоту 123 Север (Собер), восточнее Сан-Пьетро. В последующие дни итальянские войска попытались продвинуться дальше, но сильное сопротивление противника и, прежде всего, сложные оперативные условия (болота, образовавшиеся из-за недавних дождей), сделали это невозможным, вынудив их покинуть высоту 123 Север. На правом фланге наступления были захвачены Колле-Гранде и Печинке, а затем высоты 308 и 278. Ночью австро-венгры безуспешно контратаковали на Колле-Гранде, а 2 ноября весь день атаковали высоты 308 и 278. Итальянцы сумели их отстоять.
3 ноября были захвачены Монте-Лупо и Тоскана, а севернее — высота 123 и скальный гребень высоты 124, оба около Вертоццы. 
Попытка обходного манёвра, от дороги Опаччиаселла-Кастаньевицца к Селла-делле-Тринчее, предпринятая 4 ноября, оказалась безуспешной. Аавстро-венгерским войскам удалось остановить продвижение итальянцев.
Достигнув незначительных результатов итальянцы понесли тяжелейшие потери: 70 000 убитыми, ранеными и пленными. Австро-венгерская армия потеряла 9000 убитыми, 43 000 ранеными и 23 000 пленными. Девятая битва при Изонцо стала последним наступлением итальянской армии в 1916 году и завершила кампанию 1916 года на Итальянском фронте.